# Congresso para a República
O Congresso para a República (em árabe: المؤتمر من أجل الجمهورية; em francês: Congrès pour la République, CPR) é um partido político da Tunísia.
O partido foi fundado em 2001, através de uma declaração assinada por 31 personalidades, com Moncef Marzouki, como seu presidente. Na declaração de fundação, o CPR pretendia uma forma republicana e democrática para a Tunísia, eleições livres, liberdade de expressão e de associação política, o respeito pelos direitos humanos, igualdade de sexos e, a defesa da soberania da Tunísia. O partido juntava várias correntes ideológicas, como social-democratas, liberais, nacionalistas e islamistas, unidos no desejo de derrubar o regime autoritário de Zine El Abidine Ben Ali.
O CPR foi ilegalizado em 2002, e, os seus líderes partiram para o exílio, movendo a gestão do partido para Paris.
Após a Revolução de Jasmim, o partido foi legalizado, e, Moncef Marzouki tornou-se o primeiro presidente de uma Tunísia democrática, através de um acordo entre o CPR, os islamistas do Movimento Ennahda e dos social-democratas do Fórum Democrático pelo Trabalho e Liberdades.

## Resultados eleitorais

### Eleições legislativas
| Data | Votos   | %        | Deputados | +/- | Status   |
| ---- | ------- | -------- | --------- | --- | -------- |
| 2011 | 353 041 | 8,7 (#2) | 29 / 217  |     | Governo  |
| 2014 | 69 794  | 2,1 (#6) | 4 / 217   | 25  | Oposição |

### Eleições presidenciais
| Data | Candidato apoiado | 1ª Volta  | 1ª Volta  | 2ª Volta  | 2ª Volta  |
| Data | Candidato apoiado | Votos     | %         | Votos     | %         |
| ---- | ----------------- | --------- | --------- | --------- | --------- |
| 2014 | Moncef Marzouki   | 1 092 418 | 33,4 (#2) | 1 378 513 | 44,3 (#2) |